# SN 2007tl
SN 2007tl – supernowa typu Ia odkryta 10 października 2007 roku w galaktyce A011104-0015. Jej jasność pozostaje nieznana.